# Mario Gómez
Mario Gómez (Riedlingen, 10 juli 1985) is een voormalig voetballer van Duits-Spaanse afkomst die doorgaans als spits speelde. Hij kwam tussen 2003 en 2020 uit voor VfB Stuttgart, Bayern München, ACF Fiorentina, Beşiktaş JK en VfL Wolfsburg. Gómez debuteerde in februari 2007 in het Duits voetbalelftal, waarvoor hij 78 interlands speelde en 31 keer scoorde.

## Clubcarrière
Gómez debuteerde in 2003 in het betaald voetbal in het shirt van VfB Stuttgart. Daarmee werd hij in het seizoen 2006/07 Duits landskampioen. Dat jaar werd hij zelfs tot Duits voetballer van het jaar gekozen.
Na 121 competitiewedstrijden en 63 doelpunten in zes seizoenen bij Stuttgart, nam FC Bayern München Gómez in 2009 over. De club betaalde daarvoor dertig miljoen euro aan VfB Stuttgart. Gomez speelde in vier seizoenen Bayern ook hier meer dan honderd competitiewedstrijden. Hij werd in zowel 2009/10 als 2012/13 Duits landskampioen met de club en won hiermee in 2012/13 de UEFA Champions League. Precies in de twee seizoenen dat hij geen landskampioen werd met Bayern, kwam hij met 28 en 26 doelpunten in de competitie tot zijn hoogste productie.
Gómez verruilde Bayern in 2013 voor ACF Fiorentina, de nummer vier van de Serie A in het voorgaande seizoen. Hiermee eindigde ook hij in de volgende twee seizoenen op plaats vier. Aan deze resultaten droeg hij zelf 29 wedstrijden bij met onder meer zeven doelpunten. Fiorentina verhuurde Gómez gedurende het seizoen 2015/16 aan Beşiktaş JK, dat daarbij een optie tot koop bedong. Gómez kende deze verhuurperiode een opleving door in 33 wedstrijden 26 doelpunten te maken in de Süper Lig. De optie tot koop werd echter niet gelicht, vanwege de militaire staatsgreeppoging en de daar op volgende politieke situatie in Turkije prefereerde Gómez een terugkeer naar Fiorentina.
De aanvaller keerde vervolgens, na een afwezigheid van 3 jaar, terug in de Bundesliga. Hij tekende in augustus 2016 bij VfL Wolfsburg een contract voor 3 seizoenen. In zijn eerste seizoen behoedde hij de club voor degradatie in de promotie/degradatie play-offs en sloot het seizoen af als clubtopscorer met 16 doelpunten. In zijn tweede seizoen werd hij benoemd tot aanvoerder. Hij kwam in 12 wedstrijden slechts 1 keer tot scoren en raakte geblesseerd aan zijn gewrichtskapsel.
Gómez verruilde VfL Wolfsburg in januari 2018 voor VfB Stuttgart, waarvoor hij eerder al van 2003 tot en met 2009 speelde. De aanvaller tekende een contract tot medio 2020. In zijn eerste halfjaar maakte hij in 16 wedstrijden 8 doelpunten. Het daaropvolgende seizoen boekte de aanvaller persoonlijk succes door clubtopscorer te worden met 7 doelpunten. In clubverband ging het minder voorspoedig. VfB Stuttgart speelde in het seizoen 18/19 promotie/degradatie play-offs tegen 1. FC Union Berlin, waarin het verloor en degradeerde naar de 2. Bundesliga. Gómez behaalde het twijfelachtige record de eerste speler te zijn die voor twee verschillende clubs scoorde in de promotie/degradatie play-offs. In het seizoen 19/20 kwam de aanvaller tot 7 doelpunten en stelde met Stuttgart op de laatste speeldag promotie veilig. In de laatste wedstrijd van het seizoen tegen Darmstadt verloor de aanvaller met 1-3, maar scoorde wel. Gomez kreeg bovendien een publiekswissel. Hij nam met de volgende woorden afscheid van het profvoetbal.
„Ik ben dankbaar voor mijn tijd bij deze club. Het is altijd een droom geweest om mijn carrière in Stuttgart te beëindigen. Het is goed zo.”

## Clubstatistieken
| Seizoen     | Club           | Competitie    | Competitie | Competitie | Beker | Beker | Internationaal | Internationaal | Totaal | Totaal |
| Seizoen     | Club           | Competitie    | Wed.       | Dlp.       | Wed.  | Dlp.  | Wed.           | Dlp.           | Wed.   | Dlp.   |
| ----------- | -------------- | ------------- | ---------- | ---------- | ----- | ----- | -------------- | -------------- | ------ | ------ |
| 2003/04     | VfB Stuttgart  | Bundesliga    | 1          | 0          | 0     | 0     | 1              | 0              | 2      | 0      |
| 2004/05     | VfB Stuttgart  | Bundesliga    | 8          | 0          | 1     | 0     | 1              | 0              | 10     | 0      |
| 2005/06     | VfB Stuttgart  | Bundesliga    | 30         | 6          | 3     | 0     | 5              | 2              | 38     | 8      |
| 2006/07     | VfB Stuttgart  | Bundesliga    | 25         | 14         | 5     | 2     | –              | –              | 30     | 16     |
| 2007/08     | VfB Stuttgart  | Bundesliga    | 25         | 19         | 3     | 6     | 4              | 3              | 32     | 28     |
| 2008/09     | VfB Stuttgart  | Bundesliga    | 32         | 24         | 2     | 3     | 10             | 8              | 44     | 35     |
| Club totaal | Club totaal    | Club totaal   | 121        | 63         | 14    | 11    | 21             | 13             | 156    | 87     |
| 2009/10     | Bayern München | Bundesliga    | 29         | 10         | 4     | 3     | 12             | 1              | 45     | 14     |
| 2010/11     | Bayern München | Bundesliga    | 32         | 28         | 5     | 3     | 8              | 8              | 45     | 39     |
| 2011/12     | Bayern München | Bundesliga    | 33         | 26         | 5     | 2     | 14             | 13             | 52     | 41     |
| 2012/13     | Bayern München | Bundesliga    | 21         | 11         | 4     | 6     | 7              | 2              | 32     | 19     |
| Club totaal | Club totaal    | Club totaal   | 115        | 75         | 18    | 14    | 41             | 24             | 174    | 113    |
| 2013/14     | Fiorentina     | Serie A       | 9          | 3          | 0     | 0     | 6              | 1              | 15     | 4      |
| 2014/15     | Fiorentina     | Serie A       | 20         | 4          | 4     | 4     | 8              | 2              | 32     | 10     |
| Club totaal | Club totaal    | Club totaal   | 29         | 7          | 4     | 4     | 14             | 3              | 47     | 14     |
| 2015/16     | → Beşiktaş     | Süper Lig     | 33         | 26         | 3     | 0     | 5              | 2              | 41     | 28     |
| Club totaal | Club totaal    | Club totaal   | 33         | 26         | 3     | 0     | 5              | 2              | 41     | 28     |
| 2016/17     | VfL Wolfsburg  | Bundesliga    | 33         | 16         | 4     | 2     | –              | –              | 37     | 18     |
| 2017/18     | VfL Wolfsburg  | Bundesliga    | 12         | 1          | 3     | 0     | –              | –              | 15     | 1      |
| Club totaal | Club totaal    | Club totaal   | 45         | 17         | 7     | 2     | 0              | 0              | 52     | 19     |
| 2017/18     | VfB Stuttgart  | Bundesliga    | 16         | 8          | 0     | 0     | –              | –              | 16     | 8      |
| 2018/19     | VfB Stuttgart  | Bundesliga    | 31         | 7          | 1     | 0     | –              | –              | 32     | 7      |
| 2019/20     | VfB Stuttgart  | 2. Bundesliga | 23         | 7          | 1     | 0     | –              | –              | 24     | 7      |
| Club totaal | Club totaal    | Club totaal   | 191        | 85         | 16    | 11    | 21             | 13             | 228    | 109    |
| TOTAAL      | TOTAAL         | TOTAAL        | 413        | 210        | 48    | 31    | 81             | 42             | 542    | 283    |

Bijgewerkt op 28 juni 2020

## Interlandcarrière
Gómez speelde voor Spanje in verschillende vertegenwoordigende jeugdteams, maar koos er uiteindelijk voor om voor Duitsland in het nationale team te spelen. Zo maakte hij deel uit van de Duitse ploeg op het EK 2008, wereldkampioenschap voetbal 2010, het EK 2012. Bondscoach Joachim Löw selecteerde hem niet voor het wereldkampioenschap voetbal 2014 in Brazilië, maar wel voor het Europees kampioenschap voetbal 2016 in Frankrijk. Duitsland werd in de halve finale uitgeschakeld door Frankrijk (0–2), na in de eerdere twee knock-outwedstrijden Slowakije (3–0) en Italië (1–1, 6–5 na strafschoppen) te hebben verslagen.
Gómez maakte eveneens deel uit van de Duitse selectie, die onder leiding van bondscoach Joachim Löw deelnam aan de WK-eindronde 2018 in Rusland. Daar werd Die Mannschaft voortijdig uitgeschakeld. De ploeg strandde in de groepsfase, voor het eerst sinds het wereldkampioenschap 1938, na nederlagen tegen Mexico (0–1) en Zuid-Korea (0–2). In groep F werd alleen van Zweden (2–1) gewonnen, al kwam die zege pas tot stand in de blessuretijd. Gómez speelde mee in alle drie de groepswedstrijden, maar telkens als invaller.
| Interlands van Mario Gómez voor Duitsland | Interlands van Mario Gómez voor Duitsland | Interlands van Mario Gómez voor Duitsland | Interlands van Mario Gómez voor Duitsland | Interlands van Mario Gómez voor Duitsland | Interlands van Mario Gómez voor Duitsland |
| №                                         | Datum                                     | Wedstrijd                                 | Uitslag                                   | Competitie                                | Goals                                     |
| Als speler bij VfB Stuttgart              | Als speler bij VfB Stuttgart              | Als speler bij VfB Stuttgart              | Als speler bij VfB Stuttgart              | Als speler bij VfB Stuttgart              | Als speler bij VfB Stuttgart              |
| ----------------------------------------- | ----------------------------------------- | ----------------------------------------- | ----------------------------------------- | ----------------------------------------- | ----------------------------------------- |
| 1.                                        | 7 februari 2007                           | Duitsland – Zwitserland                   | 3 – 1                                     | Vriendschappelijk                         | 30'                                       |
| 2.                                        | 2 juni 2007                               | Duitsland – San Marino                    | 6 – 0                                     | Kwalificatie EK 2008                      | 63' 65'                                   |
| 3.                                        | 6 juni 2007                               | Duitsland – Slowakije                     | 2 – 1                                     | Kwalificatie EK 2008                      |                                           |
| 4.                                        | 13 oktober 2007                           | Ierland – Duitsland                       | 0 – 0                                     | Kwalificatie EK 2008                      |                                           |
| 5.                                        | 17 oktober 2007                           | Duitsland – Tsjechië                      | 0 – 3                                     | Kwalificatie EK 2008                      |                                           |
| 6.                                        | 17 november 2007                          | Duitsland – Cyprus                        | 4 – 0                                     | Kwalificatie EK 2008                      |                                           |
| 7.                                        | 21 november 2007                          | Duitsland – Wales                         | 0 – 0                                     | Kwalificatie EK 2008                      |                                           |
| 8.                                        | 6 februari 2008                           | Oostenrijk – Duitsland                    | 0 – 3                                     | Vriendschappelijk                         | 80'                                       |
| 9.                                        | 26 maart 2008                             | Zwitserland – Duitsland                   | 0 – 4                                     | Vriendschappelijk                         | 61' 67'                                   |
| 10.                                       | 31 mei 2008                               | Duitsland – Servië                        | 2 – 1                                     | Vriendschappelijk                         |                                           |
| 11.                                       | 8 juni 2008                               | Duitsland – Polen                         | 2 – 0                                     | EK 2008                                   |                                           |
| 12.                                       | 12 juni 2008                              | Kroatië – Duitsland                       | 2 – 1                                     | EK 2008                                   |                                           |
| 13.                                       | 16 juni 2008                              | Oostenrijk – Duitsland                    | 0 – 1                                     | EK 2008                                   |                                           |
| 14.                                       | 29 juni 2008                              | Duitsland – Spanje                        | 0 – 1                                     | EK 2008                                   |                                           |
| 15.                                       | 20 augustus 2008                          | Duitsland – België                        | 2 – 0                                     | Vriendschappelijk                         |                                           |
| 16.                                       | 6 september 2008                          | Liechtenstein – Duitsland                 | 0 – 6                                     | Kwalificatie WK 2010                      |                                           |
| 17.                                       | 10 september 2008                         | Finland – Duitsland                       | 3 – 3                                     | Kwalificatie WK 2010                      |                                           |
| 18.                                       | 11 oktober 2008                           | Duitsland – Rusland                       | 2 – 1                                     | Kwalificatie WK 2010                      |                                           |
| 19.                                       | 15 oktober 2008                           | Duitsland – Wales                         | 1 – 0                                     | Kwalificatie WK 2010                      |                                           |
| 20.                                       | 19 november 2008                          | Duitsland – Engeland                      | 1 – 2                                     | Vriendschappelijk                         |                                           |
| 21.                                       | 11 februari 2009                          | Duitsland – Noorwegen                     | 0 – 1                                     | Vriendschappelijk                         |                                           |
| 22.                                       | 28 maart 2009                             | Duitsland – Liechtenstein                 | 4 – 0                                     | Kwalificatie WK 2010                      |                                           |
| 23.                                       | 1 april 2009                              | Wales – Duitsland                         | 0 – 2                                     | Kwalificatie WK 2010                      |                                           |
| 24.                                       | 29 mei 2009                               | China – Duitsland                         | 1 – 1                                     | Vriendschappelijk                         |                                           |
| 25.                                       | 2 juni 2009                               | V.A.E. – Duitsland                        | 2 – 7                                     | Vriendschappelijk                         | 35' 45' 47' 90'                           |
| Als speler bij Bayern München             |                                           |                                           |                                           |                                           |                                           |
| 26.                                       | 12 augustus 2009                          | Azerbeidzjan – Duitsland                  | 0 – 2                                     | Kwalificatie WK 2010                      |                                           |
| 27.                                       | 5 september 2009                          | Duitsland – Zuid-Afrika                   | 2 – 0                                     | Vriendschappelijk                         | 35'                                       |
| 28.                                       | 9 september 2009                          | Duitsland – Azerbeidzjan                  | 4 – 0                                     | Kwalificatie WK 2010                      |                                           |
| 29.                                       | 10 oktober 2009                           | Rusland – Duitsland                       | 0 – 1                                     | Kwalificatie WK 2010                      |                                           |
| 30.                                       | 14 oktober 2009                           | Duitsland – Finland                       | 1 – 1                                     | Kwalificatie WK 2010                      |                                           |
| 31.                                       | 18 november 2009                          | Duitsland – Ivoorkust                     | 2 – 2                                     | Vriendschappelijk                         |                                           |
| 32.                                       | 3 maart 2010                              | Duitsland – Argentinië                    | 0 – 1                                     | Vriendschappelijk                         |                                           |
| 33.                                       | 29 mei 2010                               | Hongarije – Duitsland                     | 0 – 3                                     | Vriendschappelijk                         | 69'                                       |
| 34.                                       | 3 juni 2010                               | Duitsland – Bosnië en Herzegovina         | 3 – 1                                     | Vriendschappelijk                         |                                           |
| 35.                                       | 13 juni 2010                              | Duitsland – Australië                     | 4 – 0                                     | WK 2010                                   |                                           |
| 36.                                       | 18 juni 2010                              | Duitsland – Servië                        | 0 – 1                                     | WK 2010                                   |                                           |
| 37.                                       | 27 juni 2010                              | Duitsland – Engeland                      | 4 – 1                                     | WK 2010                                   |                                           |
| 38.                                       | 7 juli 2010                               | Duitsland – Spanje                        | 0 – 1                                     | WK 2010                                   |                                           |
| 39.                                       | 11 augustus 2010                          | Denemarken – Duitsland                    | 2 – 2                                     | Vriendschappelijk                         | 19'                                       |
| 40.                                       | 12 oktober 2010                           | Kazachstan – Duitsland                    | 0 – 3                                     | Kwalificatie EK 2012                      | 76'                                       |
| 41.                                       | 17 november 2010                          | Zweden – Duitsland                        | 0 – 0                                     | Vriendschappelijk                         |                                           |
| 42.                                       | 26 maart 2011                             | Duitsland – Kazachstan                    | 4 – 0                                     | Kwalificatie EK 2012                      |                                           |
| 43.                                       | 29 maart 2011                             | Duitsland – Australië                     | 1 – 2                                     | Vriendschappelijk                         | 26'                                       |
| 44.                                       | 29 mei 2011                               | Duitsland – Uruguay                       | 2 – 1                                     | Vriendschappelijk                         | 21'                                       |
| 45.                                       | 3 juni 2011                               | Oostenrijk – Duitsland                    | 1 – 2                                     | Kwalificatie EK 2012                      | 44' 90'                                   |
| 46.                                       | 7 juni 2011                               | Azerbeidzjan – Duitsland                  | 1 – 3                                     | Kwalificatie EK 2012                      | 40'                                       |
| 47.                                       | 10 augustus 2011                          | Duitsland – Brazilië                      | 3 – 2                                     | Vriendschappelijk                         |                                           |
| 48.                                       | 7 oktober 2011                            | Turkije – Duitsland                       | 1 – 3                                     | Kwalificatie EK 2012                      | 35'                                       |
| 49.                                       | 11 oktober 2011                           | Duitsland – België                        | 3 – 1                                     | Kwalificatie EK 2012                      | 48'                                       |
| 50.                                       | 11 november 2011                          | Oekraïne – Duitsland                      | 3 – 3                                     | Vriendschappelijk                         |                                           |
| 51.                                       | 29 februari 2012                          | Duitsland – Frankrijk                     | 1 – 2                                     | Vriendschappelijk                         |                                           |
| 52.                                       | 31 mei 2012                               | Duitsland – Israël                        | 2 – 0                                     | Vriendschappelijk                         | 40'                                       |
| 53.                                       | 9 juni 2012                               | Duitsland – Portugal                      | 1 – 0                                     | EK 2012                                   | 72'                                       |
| 54.                                       | 13 juni 2012                              | Nederland – Duitsland                     | 1 – 2                                     | EK 2012                                   | 24' 38'                                   |
| 55.                                       | 17 juni 2012                              | Denemarken – Duitsland                    | 1 – 2                                     | EK 2012                                   |                                           |
| 56.                                       | 22 juni 2012                              | Duitsland – Griekenland                   | 4 – 2                                     | EK 2012                                   |                                           |
| 57.                                       | 28 juni 2012                              | Duitsland – Italië                        | 1 – 2                                     | EK 2012                                   |                                           |
| 58.                                       | 6 februari 2013                           | Frankrijk – Duitsland                     | 1 – 2                                     | Vriendschappelijk                         |                                           |
| Als speler bij ACF Fiorentina             |                                           |                                           |                                           |                                           |                                           |
| 59.                                       | 14 augustus 2013                          | Duitsland – Paraguay                      | 3 – 3                                     | Vriendschappelijk                         |                                           |
| 60.                                       | 3 september 2014                          | Duitsland – Argentinië                    | 2 – 4                                     | Vriendschappelijk                         |                                           |
| Als speler bij Beşiktaş JK                |                                           |                                           |                                           |                                           |                                           |
| 61.                                       | 13 november 2015                          | Frankrijk – Duitsland                     | 2 – 0                                     | Vriendschappelijk                         |                                           |
| 62.                                       | 26 maart 2016                             | Duitsland – Engeland                      | 2 – 3                                     | Vriendschappelijk                         | 57'                                       |
| 63.                                       | 29 mei 2016                               | Duitsland – Slowakije                     | 1 – 3                                     | Vriendschappelijk                         | 13'                                       |
| 64.                                       | 4 juni 2016                               | Duitsland – Hongarije                     | 2 – 0                                     | Vriendschappelijk                         |                                           |
| 65.                                       | 16 juni 2016                              | Duitsland – Polen                         | 0 – 0                                     | EK 2016                                   |                                           |
| 66.                                       | 21 juni 2016                              | Noord-Ierland – Duitsland                 | 0 – 1                                     | EK 2016                                   | 30'                                       |
| 67.                                       | 26 juni 2016                              | Duitsland – Slowakije                     | 3 - 0                                     | EK 2016                                   | 43'                                       |
| 68.                                       | 2 juli 2016                               | Duitsland – Italië                        | 1 – 1 (6 – 5 n.s.)                        | EK 2016                                   |                                           |

## Erelijst
| Competitie            |               |                  |               |               |
| Competitie            | Aantal        | Jaren            |               |               |
| VfB Stuttgart         | VfB Stuttgart | VfB Stuttgart    | VfB Stuttgart | VfB Stuttgart |
| --------------------- | ------------- | ---------------- | ------------- | ------------- |
| Bundesliga            | 1x            | 2006/07          |               |               |
| Bayern München        |               |                  |               |               |
| Bundesliga            | 2x            | 2009/10, 2012/13 |               |               |
| DFB-Pokal             | 2x            | 2009/10, 2012/13 |               |               |
| DFL-Supercup          | 2x            | 2010, 2012       |               |               |
| UEFA Champions League | 1x            | 2012/13          |               |               |
| Beşiktas              |               |                  |               |               |
| Süper Lig             | 1x            | 2015/16          |               |               |